# Anson megye
Anson megye az Amerikai Egyesült Államokban, azon belül Észak-Karolina államban található. Megyeszékhelye és legnagyobb városa Wadesboro. Lakosainak száma 22 055 fő (2020. április 1.). Anson megye Stanly, Richmond, Marlboro, Chesterfield, Union és Montgomery megyékkel határos.

## Népesség
A megye népességének változása:
| Lakosok száma | 26 890 | 26 524 | 26 353 | 26 161 | 25 759 | 22 055 |
|               | 2010   | 2011   | 2012   | 2013   | 2015   | 2020   |